# Mario Ravagnan
Mario Ravagnan   (Pàdua, 18 de desembre de 1930 - Torí, 13 de desembre de 2006) va ser un tirador d'esgrima italià, especialista en sabre, que va competir durant les dècades de 1950 i 1960.
El 1956 va prendre part en els Jocs Olímpics d'Estiu de Melbourne, on fou cinquè en la competició de sabre per equips del programa d'esgrima. Quatre anys més tard, als Jocs de Roma, guanyà la medalla de bronze en la prova de sabre per equips i el 1964, als Jocs de Tòquio, va guanyar la medalla de plata en la mateixa prova.
En el seu palmarès també destaca una medalla de plata a les Universíades de 1959.